# Finlands fysikerförening
Finlands fysikerförening (finska: Suomen fyysikkoseura) är en finländsk (finskspråkig) fysikerförening.
Finlands fysikerförening grundades 1947 på initiativ av professorerna Hjalmar Brotherus, Nils Fontell och Lennart Simons. Föreningen har sedan 1948 (numera varje år) arrangerat fysikerdagar med deltagare från Finlands alla universitet. Den har sektioner för bland annat biofysik, fasta tillståndets fysik, partikelfysik och undervisning. Lokala fysikerklubbar verkar på flera universitetsorter. Föreningen utger sedan 1949 den populärvetenskapliga tidskriften Arkhimedes i samarbete med Finlands matematiska förening och sedan 1973 även med Fysikersamfundet i Finland.